# Seemannskirche (Prerow)

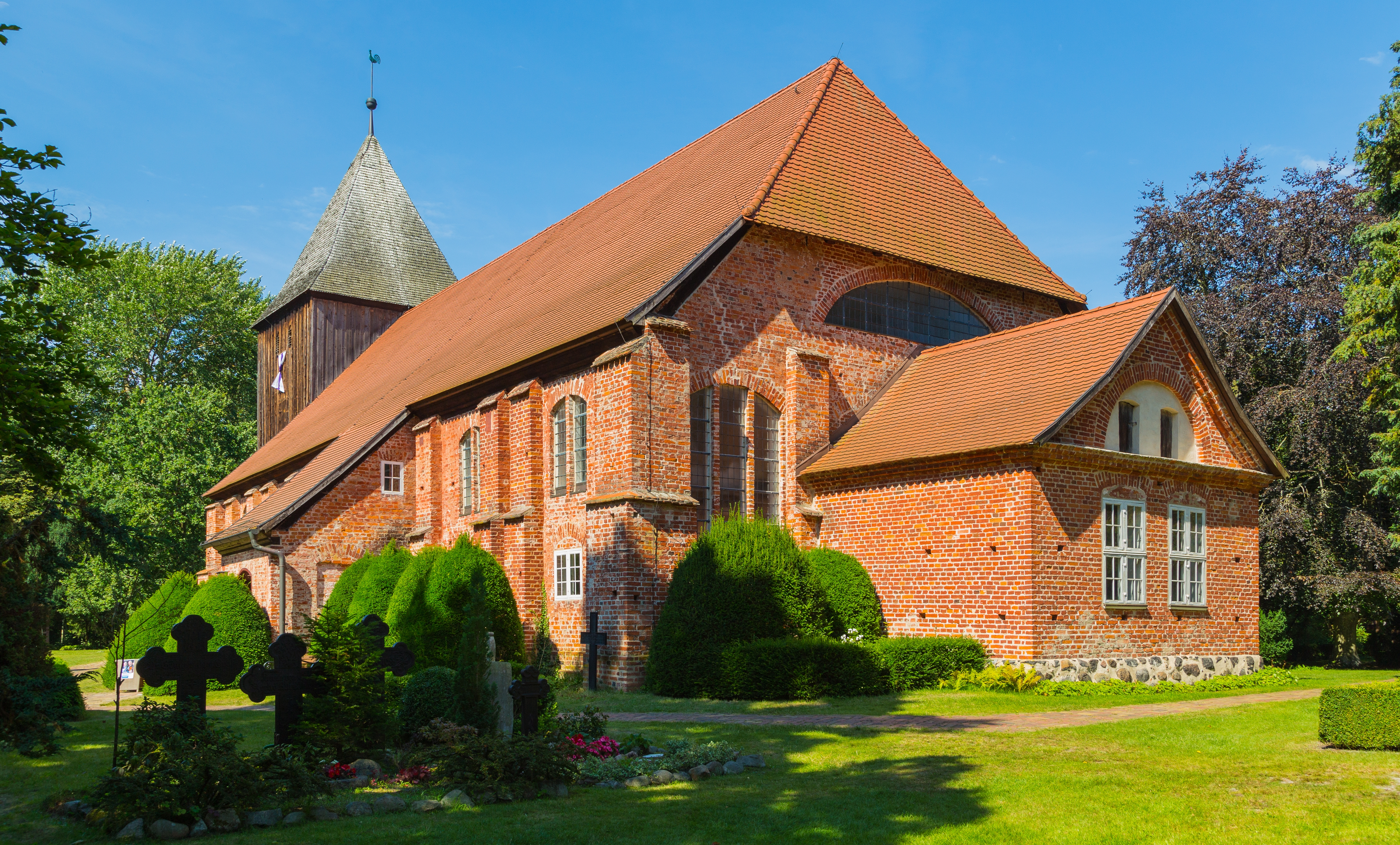
Ansicht von Südosten

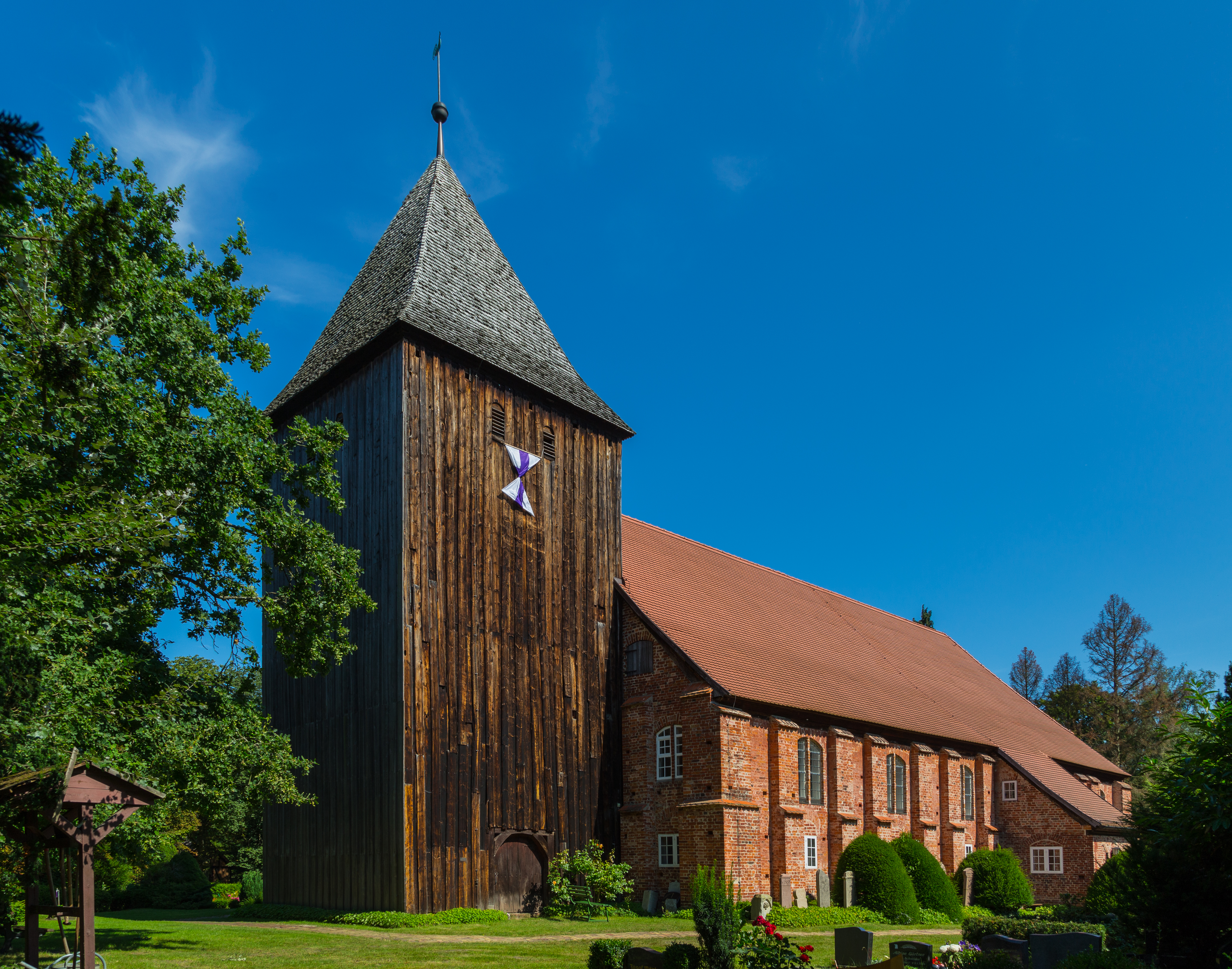
Ansicht von Südwesten

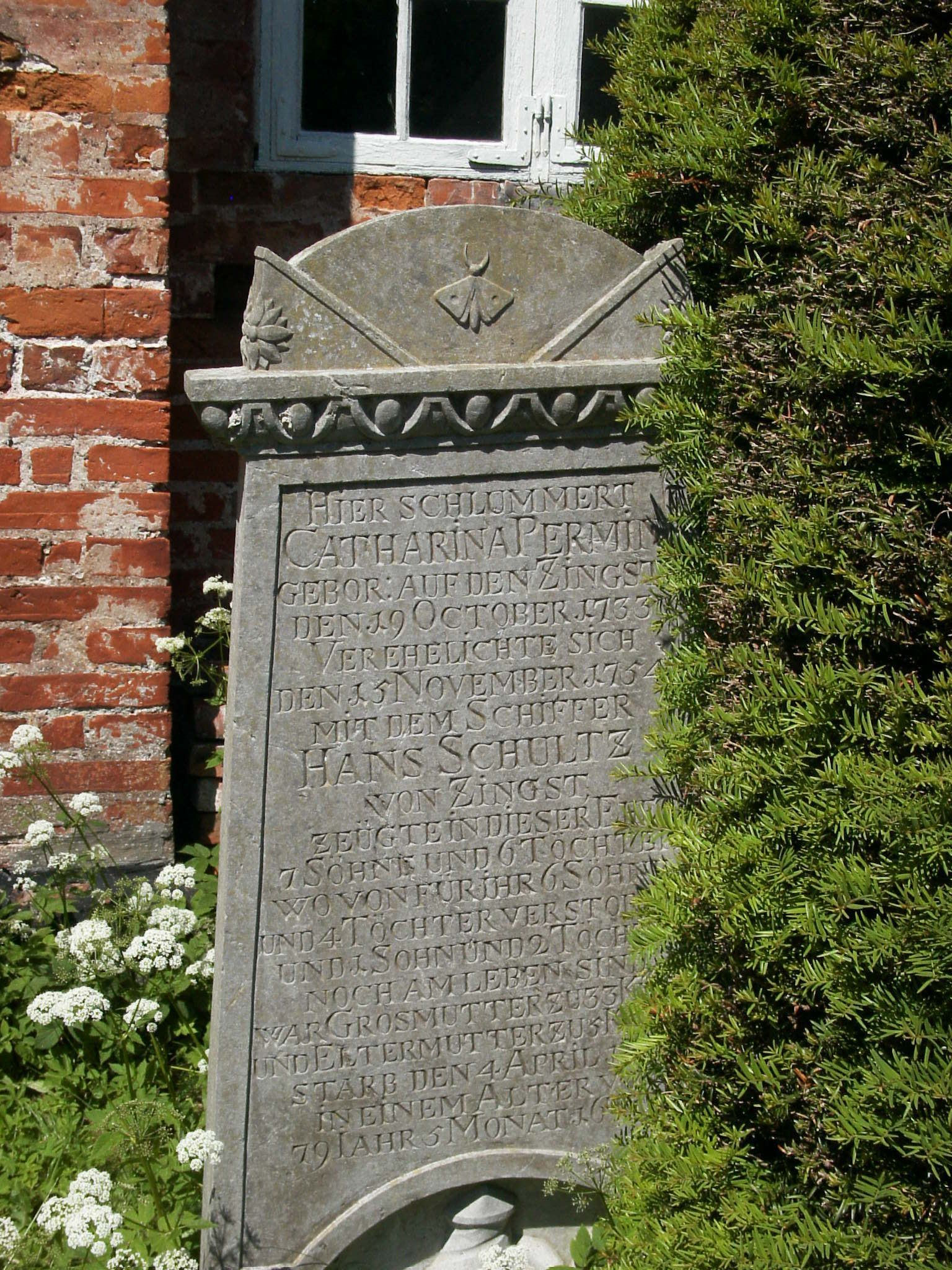
Grabstein an der Kirchenmauer

Die Seemannskirche Prerow ist eine aus dem 18. Jahrhundert stammende Kirche im vorpommerschen Ostseebad Prerow. Sie ist die älteste Kirche auf dem Darß und diente einst auch als Orientierungspunkt für die Seefahrt.

## Geschichte
Die Kirche wurde von 1726 bis 1728 ursprünglich alsFachwerkkirche errichtet. Zwischen 1740 und 1830 wurde durch einen Massivbau aus Backsteinen ersetzt. Ihr erster Pfarrer war Martin Henrici. Etwas östlich des jetzigen Standortes befand sich schon früher eine Kirche.
Der Kirchturm in Holzbauweise stammt aus dem Jahr 1727.
Unter Pastor Schulz erfolgte der Anbau der Sakristei und der Neubau des Pfarrhauses.
Am 1. Februar 1813 übernahm der bekannte Theologe Joachim Gottfried Danckwardt und langjähriger Pastor von Bodstedt von seinem Freund Johann Friedrich Schröder die Prerower Pfarre und wurde 1814 endgültig angestellt. Bis zu seinem Tode am 4. März 1825 wirkte der bekannte Pastor und alte Lehrer des berühmten Lyrikers und Historikers Ernst Moritz Arndt, mit dem er freundschaftlich sehr verbunden war, in der kleinen Darßer Kirchgemeinde.
Besonders denkwürdig für die Kirchgemeinde war das furchtbare Ostseesturmhochwasser 1872, bei dem der ganze Ort überflutet wurde und das Wasser bis an die Friedhofsmauer reichte. Die Kirche und das Pfarrhaus blieben knapp verschont. Der 29-jährige Pastor Johannes Runze hatte erst wenige Wochen zuvor die Pfarrstelle übernommen und zehn ertrunkene Mitglieder seiner Gemeinde und unbekannte gestrandete tote Seeleute zu Grabe tragen. Ein Hinweisschild am Eingang und eine Flutmarke an der Friedhofsmauer zeugen von dem Ereignis.
1911 wurde die Seemannskirche von Marianne von Werefkin und Alexej Jawlensky gemalt, die sich damals in dem Seebad zur Sommerfrische aufhielten. Durch ihre Gemälde wurde diese für die Seefahrt ehemals wichtige Landmarke auch überregional bekannt. Während Werefkins Gemälde Kirchgang in Prerow seit Jahrzehnten immer noch verschollen ist, tauchte Jawlenskys Darstellung – eine markante Detailansicht der „Seemannskirche“ von Südosten – 2012 im Kunsthandel wieder auf.

## Äußeres
Die Seemannskirche Prerow ist eine dreischiffige Hallenkirche aus Backstein. 
Der Kirchturm wurde von dem Zimmermeister David Müller errichtet. Das Dach des Turms ist mit Eichenholzschindeln eingedeckt, in ihm hängen drei Glocken. An der Außenwand sind sehenswerte alte Grabsteine aufgestellt. Wie auf der Abbildung zu sehen ist, erzählt einer davon eine ganze Familiengeschichte.

## Ausstattung

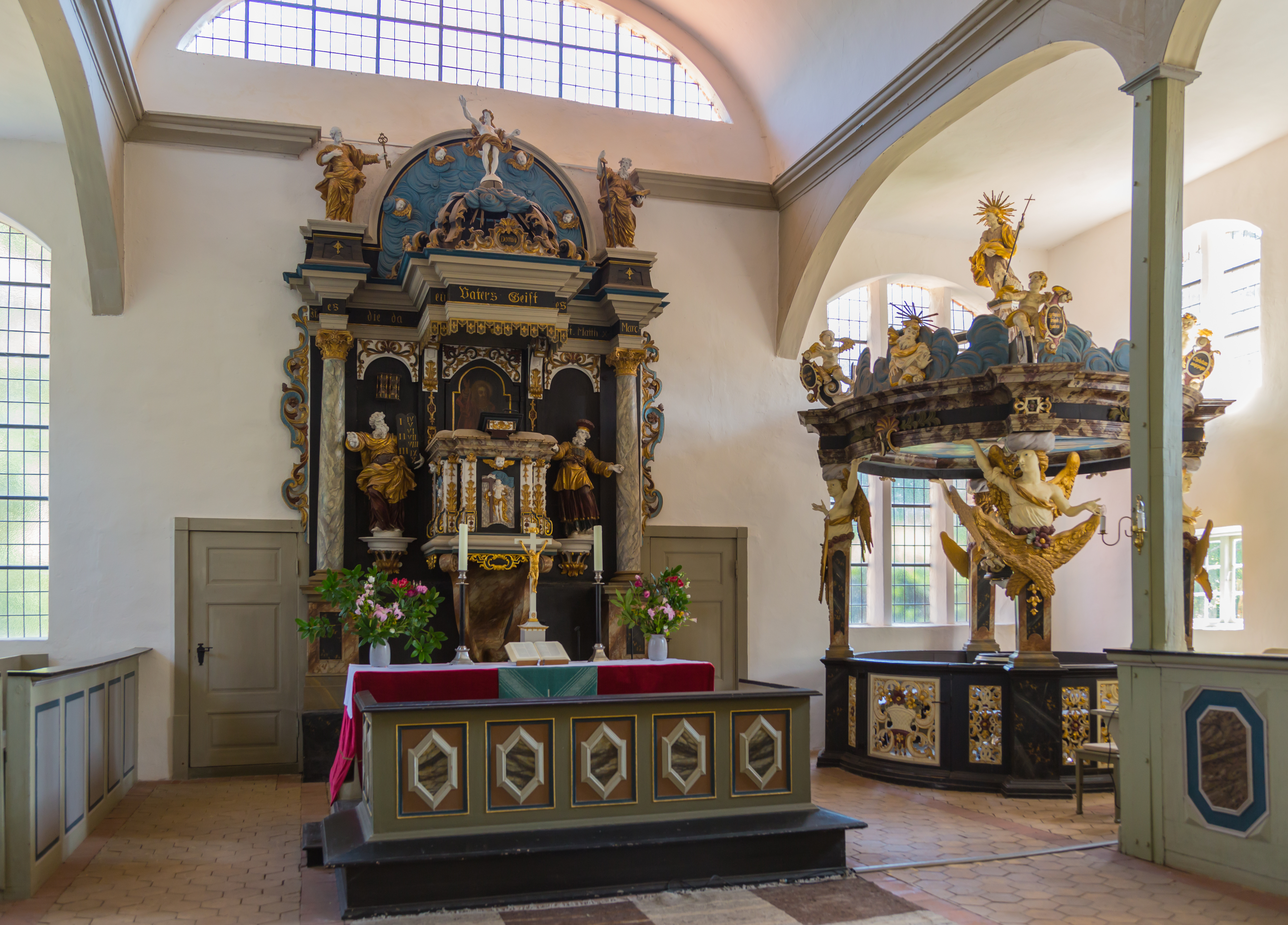
Altar und Taufkapelle

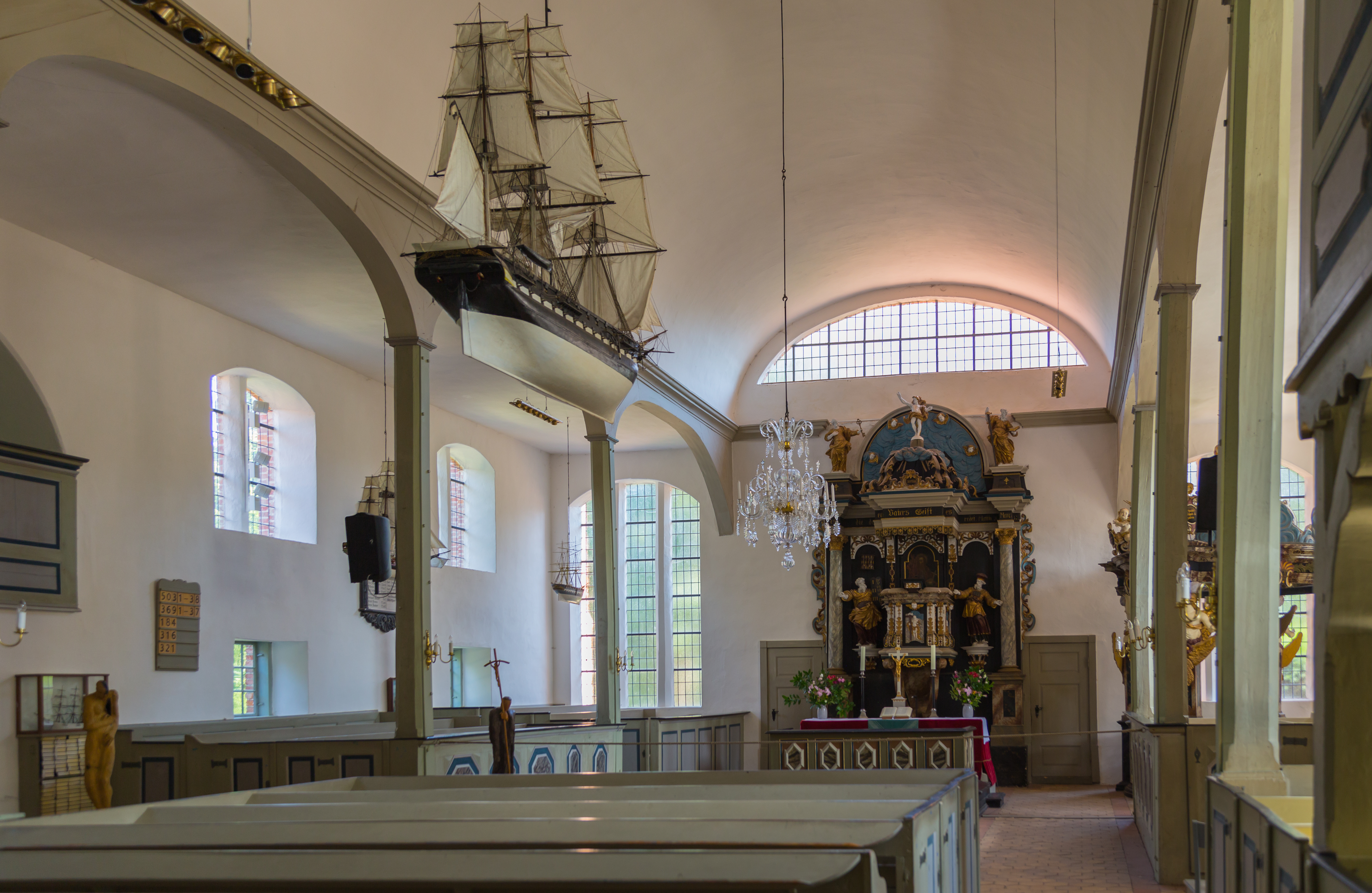
Innenraum der Kirche mit Kronleuchtern und Votivschiffen

Das Tafelbild über der Eingangstür stammt noch aus der alten Kirche. Der Vater eines 1690 vor Prerow gestrandeten und ertrunkenen Seemannes aus Kopenhagen stiftete es der Kirche.
Der barocke Kanzelaltar stammt aus dem Jahr 1728 und wurde in der Holzbilderwerkstatt von Elias Keßler in Stralsund gefertigt. In Kopfhöhe des Pfarrers befindet sich eine Kanzeluhr mit zwei Gläsern. 1733 erhielt er seine barocke Farbgebung.
Die spätbarocke Taufkapelle wurde 1740 erstellt und 1753 farblich im Barockstil gestaltet.
Im Mittelschiff der Kirche hängt ein Messingkronleuchter, der 1733 von Prerower Bauern und Fischern gestiftet wurde. Ihre Namen sind in den Leuchter eingraviert. Den Glaskronleuchter im Altarraum stiftete eine Mannschaft die um 1800 mit ihrem Schiff vor der Küste Prerows strandete und gerettet wurde.

### Modellschiffe
Zahlreiche Modellschiffe aus dem 18. und 19. Jahrhundert gehören zur Ausstattung der Kirche. Es handelt sich um Votivschiffe, die aus Dankbarkeit für die Rettung aus Seenot der Kirche gestiftet wurden.
Im nördlichen Seitenschiff hängt die „Peter Kraft“, das Modell einer englischen Dreimastfregatte, gestiftet 1780 von dem Kapitän gleichen Namens.
Dahinter hängt die „Teutonia“ und im Mittelschiff das größte Modell die „Napoleon“, beide um 1850 ebenfalls von Kapitänen für ihre Rettung aus Seenot der Kirche übergeben.

### Orgel

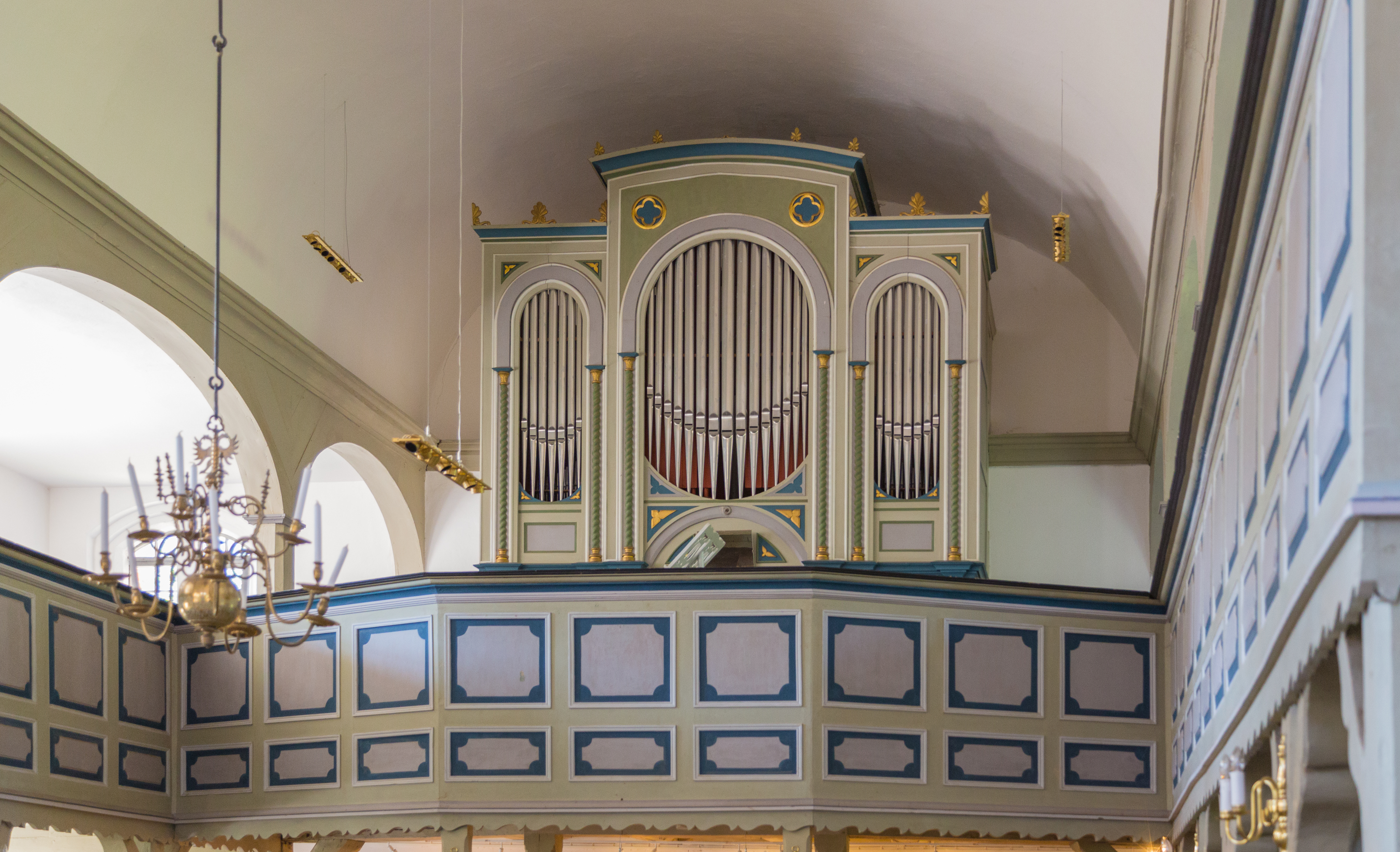
Orgelprospekt

Die Orgel wurde 1848 von der Firma Nehrlich in Stralsund gebaut. 1960 wurde das Instrument durch den Orgelbauer Günter Bahr umgebaut und dabei nachhaltig verändert. Aus dem Manualwerk wurden entfernt ein Bordun 16′, eine Gamba 8′ und eine Quinte 22/3′. Diese Register wurden u. a. durch die Sesquialtera und die Mixtur ersetzt. Der ursprüngliche Violon 8′ im Pedal wurde in eine Spitzflöte umgewandelt. Das rein mechanische Instrument verfügt über zehn Register.
| Manualwerk C–f3 |                 |    |
| 1.              | Prinzipal       | 8′ |
| 2.              | Flaut trav.     | 8′ |
| 3.              | Oktave          | 4′ |
| 4.              | Gedacktflöte    | 4′ |
| 5.              | Oktave          | 2′ |
| 6.              | Sesquialtera II |    |
| 7.              | Mixtur V        |    |

| Pedal C–c1 |            |     |
| 8.         | Subbaß     | 16′ |
| 9.         | Violon     | 16′ |
| 10.        | Spitzflöte | 8′  |

- Koppel: Pedalkoppel

## Gemeinde
Die evangelische Kirchengemeinde Prerow gehört seit 2012 zur Propstei Stralsund im Pommerschen Evangelischen Kirchenkreis der Evangelisch-Lutherischen Kirche in Norddeutschland. Vorher gehörte sie zum Kirchenkreis Stralsund der Pommerschen Evangelischen Kirche.
Die Kirche wird als Simultankirche auch für katholische Gottesdienste genutzt.

## Förderverein
Der Förderverein Seemannskirche Prerow mit mehreren Hundert Mitgliedern trägt zur Bewahrung der maritimen Geschichte des Ortes und der ganzen Darß-Region bei. 2022 wurde der Verein als Leuchtturm des Tourismus ausgezeichnet; 2025 erhielt die Vorsitzende Susan Knoll für ihr langjähriges Ehrenamt das Bundesverdienstkreuz.